# تيم بالمر
تيم بالمر (بالإنجليزية: Tim Palmer)‏ (و. 1952 – م) هو فيزيائي، وعالم أرصاد جوية، وأستاذ جامعي، من المملكة المتحدة، هو عضوٌ في الجمعية الملكية.

## التعليم
تعلم في جامعة بريستول.

## جوائز
حصل على جوائز منها:
- جائزة ديراك لمؤسسة الفيزياء [الإنجليزية]‏ (2014)
- Carl-Gustaf Rossby Research Medal [الإنجليزية]‏ (2010)
- زميل في الجمعية الملكية (2003)
- قائد وسام الامبراطورية البريطانية.